# 尖叶铁青树
尖叶铁青树（学名：Olax acuminata）为铁青树科铁青树属下的一个种。